# 小行星3272
小行星3272（3272 Tillandz）是一颗围绕太阳公转的小行星。1938年2月24日，爾約·維薩拉在图尔库发现了此天体。
該小行星以瑞典醫生和植物學家埃利亞斯·提蘭茲命名。
这颗小行星的绝对星等为13.44913830635792等。